# 야마다 나오
야마다 나오(일본어: 山田 奈央, 2002년 11월 18일~)는 일본의 축구 선수이다.

## 구단 경력
그는 2021년 J2리그의 미토 홀리호크에 입단했다. 2024년까지 76경기에 출전하여, 1득점을 넣었다. 2025년 도쿠시마 보르티스로 이적했다.